# Saxel
Saxel és un municipi francès situat al departament de l'Alta Savoia i a la regió d'Alvèrnia-Roine-Alps. L'any 2020 tenia 491 habitants.

## Demografia

### Població
El 2007 la població de fet de Saxel era de 375 persones. Hi havia 140 famílies de les quals 32 eren unipersonals (28 homes vivint sols i 4 dones vivint soles), 48 parelles sense fills, 56 parelles amb fills i 4 famílies monoparentals amb fills.
La població ha evolucionat segons el següent gràfic:
Habitants censats

### Habitatges
El 2007 hi havia 203 habitatges, 145 eren l'habitatge principal de la família, 52 eren segones residències i 6 estaven desocupats. 166 eren cases i 37 eren apartaments. Dels 145 habitatges principals, 101 estaven ocupats pels seus propietaris, 41 estaven llogats i ocupats pels llogaters i 3 estaven cedits a títol gratuït; 2 tenien una cambra, 9 en tenien dues, 21 en tenien tres, 50 en tenien quatre i 63 en tenien cinc o més. 117 habitatges disposaven pel capbaix d'una plaça de pàrquing. A 59 habitatges hi havia un automòbil i a 79 n'hi havia dos o més.

### Piràmide de població
La piràmide de població per edats i sexe el 2009 era:
| Homes | Edats   | Dones |
| ----- | ------- | ----- |
| 0     | 95 o +  | 0     |
| 0     | 90 a 94 | 0     |
| 0     | 85 a 89 | 0     |
| 0     | 80 a 84 | 4     |
| 0     | 75 a 79 | 8     |
| 8     | 70 a 74 | 4     |
| 8     | 65 a 69 | 4     |
| 4     | 60 a 64 | 12    |
| 4     | 55 a 59 | 4     |
| 12    | 50 a 54 | 12    |
| 4     | 45 a 49 | 20    |
| 36    | 40 a 44 | 8     |
| 12    | 35 a 39 | 24    |
| 12    | 30 a 34 | 4     |
| 16    | 25 a 29 | 16    |
| 12    | 20 a 24 | 4     |
| 12    | 15 a 19 | 20    |
| 24    | 10 a 14 | 32    |
| 4     | 5 a 9   | 16    |
| 16    | 0 a 4   | 8     |

## Economia
El 2007 la població en edat de treballar era de 248 persones, 197 eren actives i 51 eren inactives. De les 197 persones actives 185 estaven ocupades (97 homes i 88 dones) i 12 estaven aturades (4 homes i 8 dones). De les 51 persones inactives 14 estaven jubilades, 20 estaven estudiant i 17 estaven classificades com a «altres inactius».

### Ingressos
El 2009 a Saxel hi havia 149 unitats fiscals que integraven 371 persones, la mediana anual d'ingressos fiscals per persona era de 24.278 €.

### Activitats econòmiques
Dels 20 establiments que hi havia el 2007, 7 eren d'empreses de construcció, 2 d'empreses de comerç i reparació d'automòbils, 1 d'una empresa de transport, 2 d'empreses d'hostatgeria i restauració, 1 d'una empresa d'informació i comunicació, 3 d'empreses immobiliàries, 2 d'empreses de serveis, 1 d'una entitat de l'administració pública i 1 d'una empresa classificada com a «altres activitats de serveis».
Dels 8 establiments de servei als particulars que hi havia el 2009, 2 eren guixaires pintors, 1 fusteria, 1 lampisteria, 2 electricistes i 2 restaurants.
L'únic establiment comercial que hi havia el 2009 era una botiga de material esportiu.
L'any 2000 a Saxel hi havia 4 explotacions agrícoles.

## Poblacions més properes
El següent diagrama mostra les poblacions més properes.